# Habenaria korthalsiana
Habenaria korthalsiana är en orkidéart som beskrevs av Friedrich Fritz Wilhelm Ludwig Kraenzlin. Habenaria korthalsiana ingår i släktet Habenaria och familjen orkidéer.
Artens utbredningsområde är Sumatera. Inga underarter finns listade i Catalogue of Life.